# Никша Гради
Никша (Никола) Гради (итал. Nicolò Gradi), познат и као Никша Градић (Задар, 15. децембар 1825 — Дубровник, 29. август 1894) био је српски књижевник, адвокат и политичар. Био је члан Србокатоличког покрета у Дубровнику. Штампао је листове на српском језику „Гуштерица” и „Глас дубровачки”.